# Плотников, Борис Григорьевич
Бори́с Григо́рьевич Пло́тников (2 апреля 1949, Невьянск — 2 декабря 2020, Москва) — советский и российский актёр театра и кино, театральный педагог, артист дубляжа. Народный артист Российской Федерации (1998).

## Биография
Борис Плотников родился 2 апреля 1949 года в городе Невьянске (Свердловская область). Отец — слесарь, мать — инженер-технолог.
Окончил школу № 57 в городе Свердловске-44. Пытался поступить в школу-студию МХАТ, но получил вердикт «профнепригоден». Окончил Свердловское театральное училище (1970, курс Юрия Жигульского) и филологический факультет Уральского государственного университета (1983).
С 1970 по 1978 год служил в Свердловском ТЮЗе. Свердловская киностудия отказывала ему в ролях с таким комментарием: «Вы абсолютно некиногеничны».
В кино дебютировал в 1976 году в фильме Ларисы Шепитько «Восхождение», принёсшем ему всесоюзную известность. Также известен по роли доктора Борменталя в телефильме «Собачье сердце».
С 1978 года — на сцене Московского театра сатиры. С 1988 года — в Центральном академическом театре Советской Армии, с 2002 года — в труппе МХТ имени А. П. Чехова.
В 1992 году сыграл главную роль заключённого Данилова в мистерии композитора Алексея Рыбникова «Литургия оглашенных». Автор книги «Моя надежда, мука и награда…» (2004).
В 2016 году Владимир Андреев пригласил Бориса Плотникова преподавать в ГИТИС. За 4 года Мастерская Бориса Плотникова стала одной из лучших студенческих театральных трупп в Москве. В 2020 году состоялся выпуск курса.
Скончался на 72-м году жизни 2 декабря 2020 года от коронавируса, в Москве. Последнюю неделю находился на аппарате ИВЛ.
Прощание с артистом прошло 5 декабря в МХТ им. Чехова, после чего Бориса Плотникова похоронили на Троекуровском кладбище в Москве.

## Творчество

### Свердловский ТЮЗ
- «Коварство и любовь» Шиллера — Фердинанд
- «Вечно живые» В. С. Розова — Володя
- «Три мушкетёра» — Арамис, герцог Бэкингемский

### Московский театр сатиры
- «Ремонт» — Паша-интеллигент
- «Вишнёвый сад» — Петя Трофимов
- «Тени» — Бобырев
- «Бешеные деньги» А. Н. Островского — Глумов
- «Феномены» — Ларичев

### Театр Российской армии
- «Павел I» — Александр I
- «Идиот» — Князь Мышкин
- «Игрок» — Алексей Иванович
- «Маскарад» М. Ю. Лермонтова — Неизвестный
- «На дне» М. Горького — Барон
- «Отелло» — Яго
- «Много шума из ничего» Шекспира — Принц
- «Скупой» — Гарпагон

### Московский театр Олега Табакова
- 1997 — «Прощайте… и рукоплещите!» — Карло Гольдони
- 1997 — «Камера обскура» — Бруно Кречмар
- 2004 — «Дядя Ваня» — Войницкий
- 2006 — «Похождение, составленное по поэме Н. В. Гоголя „Мёртвые души“» — Собакевич
- 2007 — «Процесс» — Священник, Дядя
- 2009 — «Безумный день, или Женитьба Фигаро» — Базиль
- 2011 — «Дьявол» — дядюшка Андрей
- 2012 — «Жена» — Иван Иванович Брагин
- 2014 — «Три сестры» — Чебутыкин
- 2018 — «Разговоры после…» — Пьер
- 2020 — «И никого не стало» — судья Лоуренс Уоргрейв

### МХТ имени Чехова
- 2001 — «Кабала святош» — Маркиз де Шаррон
- 2001 — «Чайка» А. П. Чехова — доктор Дорн
- 2003 — «Копенгаген» Майкла Фрейна — Вернер Гейзенберг
- 2004 — «Количество» — Солтер
- 2005 — «Художник, спускающийся по лестнице» — Мартелло
- 2010 — «Женитьба» Н. В. Гоголя — Жевакин

### Роли в кино
| Год  |     | Название                                                                      | Роль                                            |
| ---- | --- | ----------------------------------------------------------------------------- | ----------------------------------------------- |
| 1976 | ф   | Восхождение                                                                   | Сотников (озвучивает Александр Демьяненко)      |
| 1978 | ф   | Накануне премьеры                                                             | Лагутин                                         |
| 1978 | ф   | Емельян Пугачёв                                                               | иконописец                                      |
| 1979 | ф   | Дикая охота короля Стаха                                                      | Андрей Белорецкий                               |
| 1980 | ф   | И вечный бой… Из жизни Александра Блока                                       | полковник Сергей Александрович                  |
| 1980 | ф   | Лес                                                                           | Несчастливцев                                   |
| 1980 | ф   | Дульсинея Тобосская                                                           | Луис                                            |
| 1983 | кор | Иона, или Художник за работой                                                 | Иона                                            |
| 1983 | ф   | Дублёр начинает действовать                                                   | Костин                                          |
| 1983 | ф   | Две главы из семейной хроники                                                 | Манфред                                         |
| 1983 | ф   | Сказка о Звёздном мальчике                                                    | психолог созвездия                              |
| 1983 | с   | Жизнь Берлиоза                                                                | Одоевский                                       |
| 1984 | ф   | Обвинение                                                                     | Бутенко                                         |
| 1984 | ф   | Невероятное пари                                                              | студент-юрист                                   |
| 1985 | ф   | Сделка                                                                        | Мигель                                          |
| 1985 | ф   | Последняя инспекция                                                           | Щербацкий                                       |
| 1986 | мтф | Пётр Великий / Peter the Great                                                | царевич Алексей Петрович                        |
| 1986 | ф   | Михайло Ломоносов                                                             | Пётр III                                        |
| 1986 | ф   | Время сыновей                                                                 | Александр Кордин                                |
| 1986 | ф   | Лермонтов                                                                     | отец Лермонтова / Пушкин                        |
| 1987 | тф  | Белые ночи                                                                    | мечтатель                                       |
| 1987 | ф   | Этот фантастический мир                                                       | робот-телепат Эрби                              |
| 1987 | ф   | Жил-был Шишлов                                                                | поручик                                         |
| 1987 | ф   | Первая встреча, последняя встреча                                             | изобретатель Куклин                             |
| 1987 | с   | Дни и годы Николая Батыгина                                                   | Кочергин                                        |
| 1987 | ф   | Холодное лето пятьдесят третьего…                                             | сын Старобогатова                               |
| 1987 | ф   | Гобсек                                                                        | граф де Ресто                                   |
| 1988 | ф   | Физики                                                                        | Мёбиус / Соломон                                |
| 1988 | ф   | Повестка в суд                                                                | Виктор                                          |
| 1988 | тф  | Собачье сердце                                                                | Иван Арнольдович Борменталь, доктор             |
| 1990 | ф   | Гамбринус                                                                     | вор Миша                                        |
| 1990 | тф  | Записки сумасшедшего                                                          | Аксентий Иванович Поприщин, титулярный советник |
| 1990 | тф  | После дуэли                                                                   | император Николай I                             |
| 1991 | ф   | Машенька                                                                      | Алфёров                                         |
| 1991 | тф  | Тени                                                                          | Бобырев                                         |
| 1991 | ф   | Дело Сухово-Кобылина                                                          | Антон Чехов                                     |
| 1991 | ф   | Игра в смерть, или Посторонний                                                | Влад Войку                                      |
| 1992 | ф   | Сонм белых княжён                                                             | Николай II                                      |
| 1992 | ф   | Прогулка по эшафоту                                                           | некто                                           |
| 1992 | ф   | Отшельник                                                                     | Сергей Совков                                   |
| 1993 | с   | Раскол                                                                        | Струве                                          |
| 1994 | ф   | Графиня Шереметева                                                            | Александр I                                     |
| 1995 | ф   | Грибоедовский вальс                                                           | Николай I                                       |
| 1998 | ф   | Падение вверх                                                                 | снимался                                        |
| 2000 | ф   | Чёрная комната (новелла «Коллекционеры»)                                      | Ван Гог / коллекционер                          |
| 2000 | с   | Империя под ударом                                                            | Великий князь Сергей Александрович              |
| 2001 | ф   | Сверчок за очагом                                                             | Сверчок                                         |
| 2001 | ф   | Лавина                                                                        | доктор                                          |
| 2001 | ф   | Исповедь покойника                                                            | '                                               |
| 2001 | тф  | Чайка                                                                         | Евгений Сергеевич Дорн                          |
| 2002 | тф  | Маска и душа                                                                  | Николай Андреевич Римский-Корсаков              |
| 2003 | с   | Евлампия Романова. Следствие ведёт дилетант                                   | Фёдор Бурлевский                                |
| 2003 | тф  | Кабала святош                                                                 | маркиз де Шаррон, архиепископ города Парижа     |
| 2005 | ф   | Бой с тенью                                                                   | доктор Дмитрий Иванович                         |
| 2006 | ф   | Пушкин. Последняя дуэль                                                       | Леонтий Дубельт                                 |
| 2007 | тф  | Дядя Ваня                                                                     | Иван Петрович Войницкий, сын Марии Васильевны   |
| 2007 | с   | Эксперты                                                                      | Маркин                                          |
| 2007 | с   | Одна любовь души моей                                                         | Леонтий Дубельт                                 |
| 2007 | с   | Оплачено смертью                                                              | Босх                                            |
| 2007 | тф  | Похождение, составленное по поэме Н.В.Гоголя «Мёртвые души» (фильм-спектакль) | Собакевич                                       |
| 2008 | с   | Наследство                                                                    | Михаил Иванович Скворцов                        |
| 2008 | с   | Туман рассеивается                                                            | сотрудник ФБР Хадсон                            |
| 2008 | с   | Савва                                                                         | Сергей Юльевич Витте                            |
| 2009 | с   | Вольф Мессинг: видевший сквозь время                                          | Зигмунд Фрейд                                   |
| 2011 | с   | Дар                                                                           | Яков Гордеев                                    |
| 2011 | с   | У каждого своя война                                                          | бухгалтер Семён Григорьевич                     |
| 2012 | ф   | Снайперы: Любовь под прицелом                                                 | Сергей Сергеевич Радионов                       |
| 2015 | ф   | Истребители. Последний бой                                                    | директор авиазавода, генерал-лейтенант Сергачёв |
| 2017 | с   | Крылья империи                                                                | Пётр Кирсанов-Двинский, граф                    |
| 2018 | с   | Годунов                                                                       | Иов, патриарх Московский и всея Руси            |

### Озвучивание мультфильмов
- 1983 — Ух ты, говорящая рыба! — Ээх
- 1986 — Кто?
- 1994 — Святочные рассказы
- 1996 — Девочка со спичками
- 2000 — Притча о Рождестве
- 2004 — Легенда о леди Годиве
- 2011 — Сказки старого пианино, фильм «Джоаккино Россини. Записки гурмана»
- 2011 — Сказки старого пианино, фильм «Сергей Прокофьев. Четвёртый апельсин» — читает текст

### Озвучивание фильмов
- 2004 — Альфред Шнитке. Дух дышит, где хочет — читает текст дневников
- 2008 — Я завещаю тебе … — читает текст
- 2008 — Писатели нашего века. Радий Погодин — читает текст
- 2009 — Правосудие волков — роль Майкла Йорка

### Реклама
- 2017 — Faberlic. Эликсир молодости (реж. Рената Литвинова)

## Признание и награды
- Заслуженный артист Российской Федерации (28 декабря 1992 года) — за заслуги в области искусства[7]
- Народный артист Российской Федерации (24 апреля 1998 года) — за большие заслуги в области искусства[1]
- Орден Почёта (21 апреля 2005 года) — за заслуги в области культуры и искусства, многолетнюю плодотворную деятельность[8]
- Почётная грамота Президента Российской Федерации (3 марта 2016 года) — за заслуги в развитии культуры, средств массовой информации и многолетнюю плодотворную деятельность[9]
- Премия «Московская премьера» Фонда Станиславского за спектакль «Прощайте… и рукоплещите!»
- В 2011 году в связи с 310-летием Невьянска награждён званием почётного гражданина Невьянского городского округа[10].